# Melih Gökçek

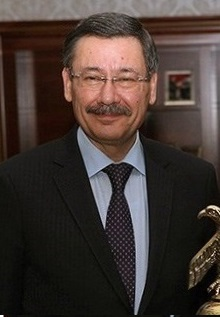
Melih Gökçek (2013)

İbrahim Melih Gökçek (* 20. Oktober 1948 in Ankara) ist ein türkischer Politiker und war von 1994 bis 2017 Oberbürgermeister von Ankara.

## Politik
Dem Politiker, der im Namen verschiedener Parteien insgesamt fünfmal zum Bürgermeister der Großstadtgemeinde Ankara gewählt worden war, (Kommunalwahl 1994, Kommunalwahl 1999, Kommunalwahl 2004, Kommunalwahl 2009 und Kommunalwahl 2014) wurde am 23. Oktober 2017 in einem Gespräch mit dem Präsidenten der Türkei, Recep Tayyip Erdoğan, der Rücktritt nahegelegt. Gökçek gab darauf bekannt, dass er sich bei einer Sondersitzung des Stadtrats verabschieden und sein Amt niederlegen werde. Nach 23 Jahren im Amt in der türkischen Hauptstadt, in der Erdoğan beim Verfassungsreferendum in der Türkei 2017 seinen politischen Gegnern im Gegensatz zu fast allen Provinzen in Zentralanatolien ebenso wie in der größten Stadt der Türkei, İstanbul, unterlag, trat er fünf Tage nach dem Gespräch mit Erdoğan zurück.
Gökçeks politische Karriere begann als Mitglied der „Mutterlandspartei“ (Anavatan Partisi – ANAP) mit der Wahl zum Bürgermeister von Keçiören, ein Amt, das er von 1984 bis 1989 bekleidete. 1989 bemühte er sich erfolglos um seine Wiederwahl. Daraufhin fungierte er von 1989 bis Anfang 1991 als Leiter der Behörde für Soziale Dienste und Kinderschutz (Sosyal Hizmetler ve Çocuk Esirgeme Kurumu). Diesen Posten verlor er 1991, da er bei der Kampfabstimmung um das Amt des Parteivorsitzenden den Gegenkandidaten des später gewählten Mesut Yılmaz, Yıldırım Akbulut, unterstützt hatte. Er war gezwungen, aus der Partei auszutreten, und wechselte über zur Wohlfahrtspartei, für die er bei der Wahl am 20. Oktober 1991 in das türkische Parlament gewählt wurde. Zuvor hatte er ein Wahlbündnis mit der „Partei der Nationalistischen Arbeit“ (Milliyetçi Çalışma Partisi, MÇP), ab 1992 wieder „Partei der Nationalistischen Bewegung“ (Milliyetçi Hareket Partisi, MHP), durchgesetzt. 1994 wurde er zum Oberbürgermeister von Ankara gewählt. Nach dem Verbot der Wohlfahrtspartei im Februar 1998 wegen Verfassungsfeindlichkeit trat er in deren Nachfolgepartei, die „Tugendpartei“ (Fazilet Partisi, FP), ein. Nachdem diese im Juni 2001 ebenfalls verboten worden war, blieb er ein Jahr parteilos und trat dann im Juni 2002 kurzzeitig in die „Demokratische Partei“ (Demokrat Parti, DP) ein. Später wurde er in die inzwischen gegründete AKP aufgenommen.
Gökçek twitterte seit Januar 2011 regelmäßig und in großem Umfang unter seinem Account @06melihgokcek. Seine dabei geteilten Botschaften sind umstritten und gelten teilweise als bizarr. So teilte er die Nachricht, die Polizei hätte in den Protestcamps der Gezi-Park-Demonstranten Pläne zum Bau einer Atombombe gefunden. 2013 bezeichnete er kritische Journalisten als „ausländische Agenten“ und startete eine Tag-Kampagne.
2014 kommentierte er antisemitische Äußerungen  von Yıldız Tilbe unterstützend mit „höchst intelligent“.
Während des Putschversuches in der Türkei im Juli 2016 bezichtigte Gökçek die FETÖ, Menschen mit Hilfe übernatürlicher Wesen zu kontrollieren. Aufsehen erregte er auch der Äußerung, dass es sich bei einem Erdbeben in der Ägäis bei Izmir um ein künstliches Erdbeben gehandelt haben könnte, für das ausländische Mächte verantwortlich seien.

## Leben
Gökçek wurde 1948 als ältestes von drei Kindern eines Rechtsanwalts in Keçiören/Ankara geboren. Nach eigenen Angaben ist er Mütterlicherseits Kosovo-Albaner. Die ersten fünf Lebensjahre verbrachte er in Ankara, danach zogen er und seine Familie nach Gaziantep, wo er seine Schulzeit verbrachte. Nach dem Abitur zog Gökçek 1967 wieder nach Ankara, studierte anfänglich Politologie an der Ankara-Universität und dann Journalismus an der Gazi-Universität und arbeitete als Parlamentskorrespondent einer Lokalzeitung. Zwischenzeitlich war er im Arbeitsministerium beschäftigt. Seinen Militärdienst leistete er in Nordzypern in Güzelyurt als Reserveoffizier. Anschließend betrieb er lange Jahre verschiedene Gewerbe, u. a. als Eiergroßhändler.
Gökçek ist verheiratet; er hat zwei Kinder und einige Enkelkinder.